# Davis Cup
Davis Cup — дебютний студійний альбом американського джазового піаніста Волтера Девіса-молодшого, випущений у 1960 році лейблом Blue Note.

## Опис
Дебютний запис Волтера Девіса-молодшого в якості соліста на лейблі Blue Note являє собою яскраву сесію у стилі хард-боп, яка включає шість оригінальних композицій автора. У записі також взяли участь трубач Дональд Берд, альт-саксофоніст Джекі Маклін, басисто Сем Джонс і ударник Арт Тейлор.
Наступну свою сесію Девіс записав як соліст лише у 1979 році.

## Список композицій
1. «'Smake It» (Волтер Девіс-молодший) — 5:08
2. «Loodle-Lot» (Волтер Девіс-молодший) — 6:00
3. «Sweetness» (Волтер Девіс-молодший) — 8:15
4. «Rhumba Nhumba» (Волтер Девіс-молодший) — 7:01
5. «Minor Mind» (Волтер Девіс-молодший) — 6:28
6. «Millie's Delight» (Волтер Девіс-молодший) — 5:06

## Учасники запису
- Волтер Девіс-молодший — фортепіано
- Дональд Берд — труба
- Джекі Маклін — альт-саксофон
- Сем Джонс — контрабас
- Арт Тейлор — ударні

Технічний персонал
- Альфред Лайон — продюсер
- Руді Ван Гелдер — інженер
- Френсіс Вульфф — фотографія
- Рід Майлз — дизайн
- Джо Голдберг — текст